# Komandor

Označení hodnosti:
nárameník 1952-1956
nárameník
rukávová insignie
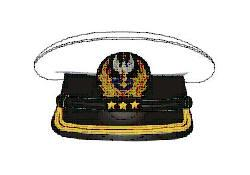
služební čepice
„levý rukáv“

Komandor (zkratkou kmdr) je důstojnická hodnost užívaná námořnictvem Polska. Odpovídá hodnosti plukovníka u pozemních sil a letectva. Jeho obdobou ve válečných loďstvech jiných zemí je hodnost námořního kapitána. 

## Užití
Hodnost komandor byla v Polsku zavedena roku 1921, spolu s dalšími  námořními hodnostmi. Předtím, od roku 1918, byla užívána hodnost původem od pozemních vojsk pułkownik marynarki (plukovník námořnictva). Od svého vzniku se komandor v hierarchii hodností nachází mezi hodnostními stupni komandor porucznik (fregatní kapitán) a kontradmirał a je protějškem pułkownika pozemních vojsk.
V letech 1921 až 1952 byl nejvyšší hodností ve skupině štábních důstojníků, a od roku 1952 je nejvyšším stupněm mezi vyššími důstojníky.
Hodnost komandor je systemizovaná pro platové třídy 16-16C. V kódu NATO je definován jako stupeň OF-5.
Přesto, vzhledem k tomu, že ve Spojeném království a USA mu odpovídá námořní hodnost captain a hodnost těchto států commander, ačkoliv znějící podobně jako komandor, odpovídá polské komandor porucznik, často vznikají chyby v překladech.

## Fiktivní užití
Vesmírný pilot Pirx ve vědeckofantastických příbězích polského autora Stanisława Lema dosáhne ve své kariéře posléze hodnosti komandora.